# Сиджизмондо I д’Есте
Сиджизмондо I д’Есте (на италиански: Sigismondo I d'Este; * 31 август 1433, Ферара, Херцогство Ферара; † 1 април 1507, Рим, Папска държава) от рода Есте е господар на Сан Мартино, Кампогалиано, Кастеларано, Сан Касиано и Роделя от 1501 до 1507 г., управител на Реджо, губернатор и лейтенант във войската на Херцогство Ферара, генерален капитан на армиите на Херцога на Ферара.

## Произход
Той е вторият син на Николо III д’Есте (* 1384, † 1441), маркграф на Ферара, Модена и Реджо, и на третата му съпруга Ричарда да Салуцо († 1474). Негови дядо и баба по бащина линия са Алберто V д’Есте, господар на Ферара и Модена, и Изота Албарезани, а по майчина – Томас III дел Васто, маркграф на Салуцо, и Маргарита дьо Пиерпон. Има един брат:
- Ерколе I (*1431; † 1505) 2-ри херцог на Ферара, Модена и Реджо, съпруг на Елеонора Арагонска

Има и един полубрат и две полусестри от брака на баща си, сред които Джинерва, господарка на Римини, и Лучия, господарка на Лудзара, Сабионета и Гондзага. Има и седем полубратя и четири полусестри от извънбрачни връзки на баща си.

## Биография
През 1434 г. е кръстен и посветен в рицарство от Сигизмунд Люксембургски. Израства с брат си Ерколе I в двора на Алфонсо V Арагонски, крал на Неапол. Връщайки се във Ферара, той има Гулиелмо Капело за свой учител.
През 1463 г. е назначен за губернатор на Реджо от Борсо д’Есте.
През декември 1470 г. се бие срещу граф Гуидо Пеполи, виновен, че е ограбил земите му, и като отмъщение прави същото с тези на графа.
След смъртта на херцог Борсо д'Есте неговият наследник Ерколе I д’Есте препотвърждава брат си Сидзизмондо като наместник в Реджо със задачата да контролира нейните граници.
Сиджизмондо, когато брат му отсъства, поема задачата да управлява Херцогство Ферара. Между 1467 и 1488 г. участва в няколко конфликта, ръководейки войските на Ферара; от 1488 г. изпълнява само представителни задачи.
В края на януари 1490 г. графът на Скандиано и капитан на Реджо Матео Мария Боярдо съгласно разпоредбите, получени от херцог Ерколе I д’Есте] предоставя на Сиджизмондо юрисдикция над територията на Сан Мартино ин Рио. Няколко дни по-късно капитанът на Модена, Николо Ариосто, баща на Лудовико Ариосто. С подобни разпоредби, получени също от херцога на Ферара, налага на Сидзизмондо юрисдикциите на Кампогалиано, Кастеларано, Сан Касиано и Роделя.
На 11 май 1501 г. и впоследствие през 1505 г. херцог Ерколе I д'Есте препотвърждава своето господство и пълна юрисдикция над териториите, предоставени през 1490 г.
Наследниците на рода Есте от Сан Мартино доминират в огромното владение, с възходи и падения, до 1752 г.
Умира на 1 април 1507 г. във Ферара на 73 г.

## Брак и потомство
∞ за Пицокара, от която има три дъщери:
- Лукреция д'Есте († 20 януари 1544), ∞ за Антонио Алберико II Маласпина, маркиз на Маса и сеньор на Карара († 1519), от когото има четири дъщери, сред които Ричарда Маласпина и Тадеа Маласпина[5];
- Бианка д'Есте († сл. съпруга си), ∞ 1495 за Америго Сансеверино, маркиз на Бордолано и граф на Пандино († ок. 1510);
- Диана д'Есте († 30 декември 1555), ∞ 1497 за Угучоне II Контрари († 10 май 1516), граф на Виньола.

От Чечилия Ракези има един извънбрачен син:
- Ерколе д’Есте (* ок. 1470, † 1523, Кастелерано), господар на Сан Мартино, Кампогалиано и Кастеларано; ∞ за Анджела Сфорца (* 1479, Милано, † ок. 1528), дъщеря на Карло Сфорца, граф на Маджента и господар на Кастеджо, и Бианка Симонета, господарка на Галиате, от която има две деца, сред които Сиджизмондо II д'Есте († 1579), негов наследник.[6]